# Phần tử không
Trong toán học, phần tử không là một trong các tổng quát hóa của số không đến các cấu trúc đại số khác. Tùy thuộc vào ngữ cảnh mà ý nghĩa phần tử không trong các cấu trúc đại số khác thay đổi.

## Đơn vị cộng
Đơn vị cộng là một phần tử đơn vị trong nhóm giao hoán. Nó giúp tổng quát tính chất 0 + x = x. Ví dụ như:
- Vector không trong phép cộng vector
- Hàm không hay ánh xạ không được định nghĩa qua z(x) = 0 trong phép cộng từng điểm (f + g)(x) = f(x) + g(x), do z + f = f
- Tập hợp rỗng trong phép hợp
- Tổng rỗng, hay tổng phân loại rỗng
- Đối tượng bắt đầu trong một phạm trù (tổng phân loại rỗng và một đơn vị trong tổng phân loại)

## Phàn tư hấp phụ
Phần tử hấp phụ trong nửa nhóm hay nửa vành có thể nhân được tổng quát tính chất 0 ⋅ x = 0. Ví dụ như:
- Tập rỗng là một phần tử hấp phụ trong Tích Descartes của tập hợp vì { } × S = { }<nowiki>
- Hàm không hoặc ánh xạ không được định nghĩa z(x) = 0 dưới phép nhân từng điểm (f ⋅ g)(x) = f(x) ⋅ g(x), do z ⋅ f = z

Nhiều phần tử hấp phụ cũng là đơn vị cộng, bao gồm cả tập hợp rỗng và hàm rỗng. Một ví dụ quan trọng là phân biệt phần tử 0 giữa một trường đại số và vành toán học, mà 0 đều là đơn vị cộng và phần tử hấp phụ nhân được và có lý tưởng cơ bản là lý tưởng nhỏ nhất.

## Phần tử ít nhất
Phần tử ít nhất trong một tập hợp hay lưới trật tự từng phần đôi khi được gọi là phần tử không và kí hiệu là 0 hay ⊥.

## Module không
Trong toán học, module không là module chỉ gồm đơn vị cộng cho các hàm cộng của module đó. Trong tập số nguyên, đơn vị này là số không và có tên là module không. Dễ dàng chứng minh rằng module không là một module; 0 đóng dưới phép cộng và phép nhân tầm thường.

## Lý tưởng không
Trong toán học, lý tưởng không trong một vành {\displaystyle } là lý tưởng {\displaystyle } chỉ gồm  đơn vị cộng (hoặc phần tử không). Dễ thấy đây chính là một lý tưởng.